# Villademar
Villademar es un lugar español de la parroquia de San Juan de Piñera, perteneciente al municipio de Cudillero, en la comunidad autónoma de Asturias.

## Toponimia
El lugar puede encontrarse referido como Villademar y Villamar.

## Historia
Hacia mediados del siglo XIX, el lugar, ya por entonces perteneciente a la parroquia de San Juan de Piñera del municipio de Cudillero, tenía contabilizada una población de 200 habitantes. Aparece descrito en el decimosexto y último volumen del Diccionario geográfico-estadístico-histórico de España y sus posesiones de Ultramar de Pascual Madoz con las siguientes palabras:

VILLADEMAR: l. en la prov. de Oviedo, ayunt. de Cudillero y felig. de San Juan de Piñera: sit. á las inmediaciones de Cudillero, ocupando una llanada en la parte de la costa occidental de dicho puerto y se estiende entre el mismo y la Concha de Artedo, siendo el terreno un poco declive por la encañada que se dirige á Cudillero, su terreno es de buena calidad y fértil: prod.: maiz, habas, patatas, escanda y otros frutos. pobl.: 48 vec. y 200 alm.
(Madoz, 1850, p. 113)

En 2023, la entidad singular de población de Villademar tenía empadronados 363 habitantes, todos ellos en el núcleo de población de ese nombre.